# ZNF598
ZNF598‏ (Zinc finger protein 598) هوَ بروتين يُشَفر بواسطة جين ZNF598 في الإنسان.